# 아시아작은가시쥐
아시아작은가시쥐(Acomys cilicicus)는 쥐과에 속하는 설치류이다.